# Volley-ball aux Jeux africains de 2019
Navigation
2015 2023
Les compétitions de volley-ball aux Jeux africains de 2019 ont lieu du 22 au 31 août 2019 à la Salle El Bouâzzaoui à Salé, au Maroc. 

## Médaillés
| Épreuves         | Or | Argent | Bronze |
| ---------------- | --- | --- | --- |
| Tournoi masculin | Cameroun Cedric Bitouna Nelson Ayong Djam Sem Dolegombai David Patrick Feughouo Yvan Arthur Bitjaa Arnold Fabrice Koe Bassoko Joseph Herve Kofane Boyomo Ahmed Awal Mbutngam Cyrille Pierre Ongolo Mayam Didier Sali Hilé Christian Arthur Voukeng Mbativou Nathaniel Wounembaina | Algérie Mohammed Oualid Abi Ayad Ilyas Achouri Zakaria Aid Sofiane Bouyoucef Ayyoub Dekkiche Yassine Hakmi Soufiane Hosni Boudjemaa Ikken Ahmed Amir Kerboua Toufik Mahdjoubi Mohamed Amine Oumessad Billel Soualem                                                                                             | Égypte Hossam Abdalla Mostafa Abdelrahman Abdelrahman Abouelella Ahmed Afifi Ahmed Elsayed Hisham Ewais Omar Hassan Ahmed Mohamed Ahmed Omar Mohamed Seliman Abdelrahman Seoudy Ahmed Shafik  |
| Tournoi féminin  | Kenya Trizah Atuka Emmaculate Chemtai Leonida Melvin Kasaya Sharon Chepchumba Kiprono Agripina Khayesi Kundu Violet Mmochi Makuto Mercy Sukuku Moim Edith Mukuvilani Noel Nasimiyu Murambi Carolyne Mutoro Sirengo Jane Wacu Wairimu Janet Jackline Wanja                         | Cameroun Estelle Odile Adiana Odette Ahirindi Menkreo Sherilyn Bashorun Ruth Manuela Marie Bibinbe Berthrade Simone Flore Bikatal Honorine Djakao Gamkoua Fawziya Abdoulkarim Stéphanie Fotso Mogoung Henriette Nadège Koulla Reine Ngameni Mbopda Davina Emelda Piata Zessi Christelle Morgane Tchoudjang Nana | Maroc Sarah Abisourour Oumayma Codial Alexandra Nawel Julie Erhart Assia Erramy Nada Essaiadi Ikram Jabry Kawtar Kabbabi Lubna Mostafa Mahassine Siad Yousra Souidi Imane Yakki Imane Zeroual |

## Tableau des médailles
| Rang  | Nation   | Or | Argent | Bronze | Total |
| ----- | -------- | -- | ------ | ------ | ----- |
| 1     | Cameroun | 1  | 1      | 0      | 2     |
| 2     | Kenya    | 1  | 0      | 0      | 1     |
| 3     | Algérie  | 0  | 1      | 0      | 1     |
| 4     | Égypte   | 0  | 0      | 1      | 1     |
| 4     | Maroc    | 0  | 0      | 1      | 1     |
| Total | Total    | 2  | 2      | 2      | 6     |